# 街の姫君
『街の姫君』（まちのひめぎみ）は、菊池寛原作の1936年（昭和11年）公開の映画。製作は新興キネマ。

## キャスト
- 谷村千恵子…山路ふみ子
- 渥美…河津清三郎
- 千恵子の異母妹・扶美子…霧立のぼる
- 哲也…浅田健二
- 晋二…前田利彦
- ダンサー照子…高野由美
- 谷村夫人…歌川八重子
- 谷村剛造…三桝豊

## スタッフ
- 監督：曽根千晴
- 原作：菊池寛
- 脚本：陶山密